# Georg Sello
Georg Emil Ludwig Sello (* 20. März 1850 in Potsdam; † 17. Juli 1926 in Oldenburg) war ein Archivar und Historiker.

## Leben und Wirken

### Herkunft und Familie
Sello war ein Sohn des Oberhofgärtners Emil Sello (1816–1893) in Potsdam und Bruder von Erich Sello.
Die Familie stammte ursprünglich aus der nassauischen Grafschaft Dillenburg und war in der ersten Hälfte des 17. Jahrhunderts nach Berlin gekommen, wo sie ab 1736 in ununterbrochener Reihe die Hofgärtner der preußischen Könige in Sanssouci stellte und am Hofe über eine herausgehobene Stellung und gute Kontakte verfügte.

### Ausbildung und frühe Jahre
Sello wuchs in Potsdam auf und besuchte hier das Gymnasium. Er studierte von 1868 bis 1873 in Berlin und Jena Jura, Germanistik, Kunstgeschichte und historische Hilfswissenschaften. 1873 wurde er in Jena zum Dr. jur. promoviert. Bereits 1874 wurde er Mitglied im Verein für die Geschichte Potsdams, später auch im Verein für Geschichte der Mark Brandenburg. Er arbeitete zunächst als Referendar, wechselte jedoch 1877 in den Archivdienst. Bereits vorher hatte er sich nebenbei mit historischen Forschungen beschäftigt und war 1876 von Kronprinz Friedrich Wilhelm beauftragt worden, die Gräber der brandenburgischen Markgrafen in der Klosterkirche von Lehnin aufzuspüren. Diese Arbeit verstärkte seinen Wunsch, die juristische Laufbahn aufzugeben und sich der historischen Forschung zuzuwenden. 1877 ließ er sich beurlauben und absolvierte einen Probedienst im Staatsarchiv Breslau. Im folgenden Jahr bat er um die Entlassung aus dem Justizdienst und wirkte 1878/79 am Geheimen Staatsarchiv in Berlin. 1880 war er als Archivsekretär im Staatsarchiv Koblenz tätig, ab 1884 als Archivrat im Staatsarchiv Magdeburg.

### Tätigkeit in Oldenburg
Am 1. Juni 1889 wurde er zum Archivrat ernannt und übernahm die Leitung des „herzoglichen Haus- und Zentralarchivs“ in Oldenburg – nach 1919 Oldenburgisches Zentralarchiv, heute Niedersächsisches Landesarchiv in Oldenburg –, ab 1905 mit dem Titel Geheimer Archivrat.

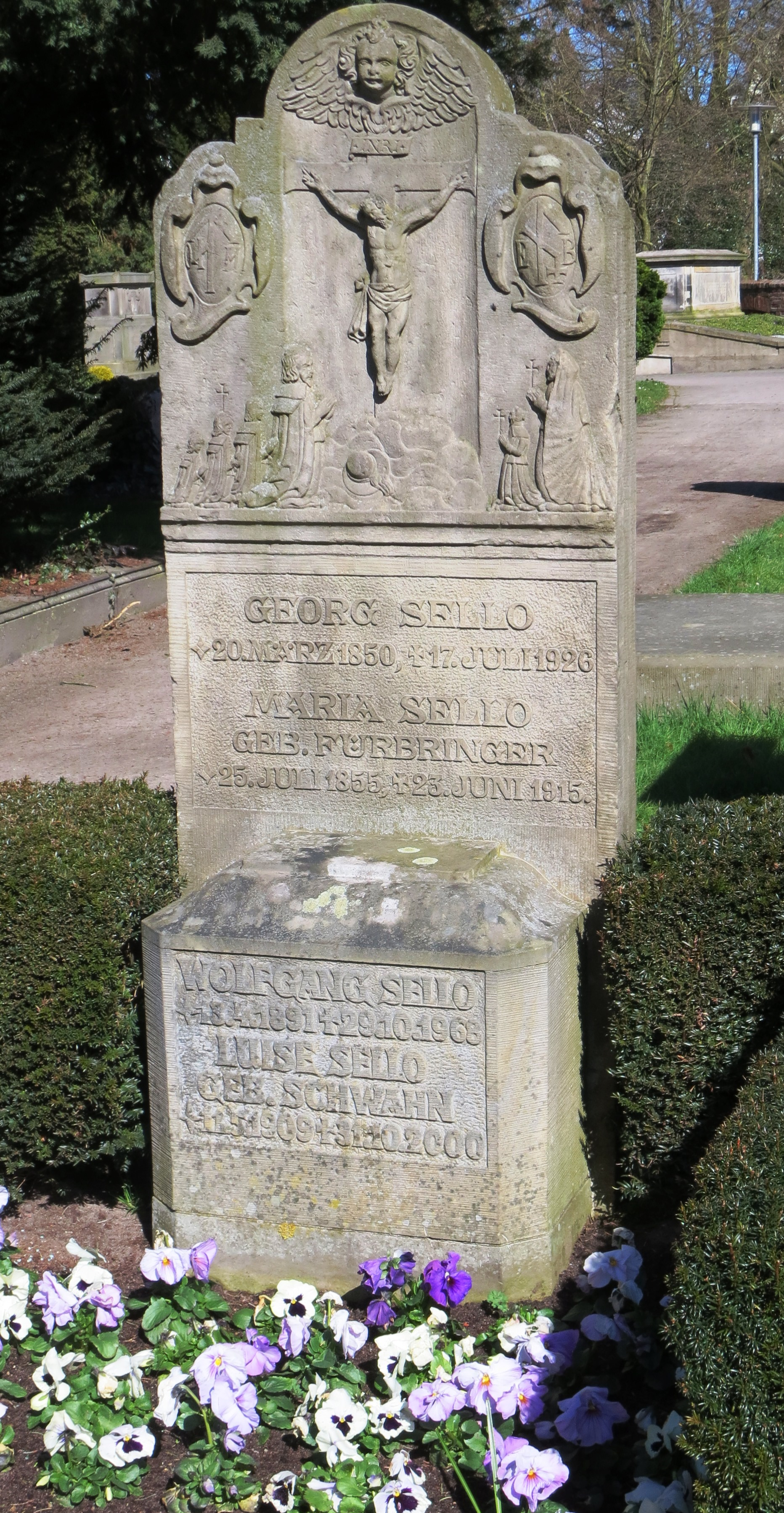
Grabstein auf dem Gertrudenfriedhof

Der Ruf nach Oldenburg war bereits durch mehrere Veröffentlichungen zur brandenburgischen Geschichte begründet, unter anderem über Potsdam und Sanssouci, den Harlunger Berg bei Brandenburg, Stadt und Stift Brandenburg, Perleberger Rechtsaltertümer (seine letzte Brandenburg-Arbeit behandelte 1903 den Roland von Perleberg), Rolandssäulen, Kloster Lehnin, Gerichtsverfassung und Schöffenrecht Berlins bis zum 15. Jahrhundert, das neumärkische Judenprivileg Markgraf Ludwigs des Älteren von Brandenburg von 1344, die Chronica marchionum Brandenburgensium und über Markgraf Albrecht den Bären. In den Jahren 1886 bis 1898 veröffentlichte er als korrespondierendes Mitglied sechs Beiträge in den Jahresberichten des Altmärkischen Vereins für vaterländische Geschichte und Industrie zu Salzwedel, unter denen Heinrici de Antwerpe, can. Brandenb., Tractatus de urbe Brandenburg (22. Jahresbericht, Heft I), Memorien im Stendaler Dom (22. Jahresbericht, Heft II) und Erzbischof Dietrich Kagelwit von Magdeburg (23. Jahresbericht, Heft I) hervorragen.
In Oldenburg befasste er sich mit der Neuordnung und Organisation des Archivs nach einem strikten „Herkunftsprinzip“, wobei sein Ziel eine Gliederung des Archivs orientiert am Behördenaufbau und der Staatsverfassung des Großherzogtums war. Seine größere Bedeutung liegt aber in dem von ihm betriebenen Ausbau der oldenburgischen Geschichtsschreibung und in dessen Anschluss an das wissenschaftlich-methodische Niveau der historischen Forschung. Dazu veranlasste der Oldenburger Landesverein für Geschichte, Natur- und Heimatkunde seine Tätigkeit, die sich bisher fast ausschließlich auf Bodenfunde und Baudenkmäler konzentriert hatte. Zu dieser Tätigkeit publizierte er umfassende Arbeiten zur Geschichte Oldenburgs und seiner Landesteile. Er hat fast 200 Arbeiten veröffentlicht, über das alte Herzogtum und seine Gebietsteile sowie die angrenzenden Gebiete, so über das Landwürden, das Saterland, Östringen und Rüstringen u. a., und orientierte sich streng wissenschaftlich an den Quellen, so dass seine Bücher und Beiträge auch heute noch als untadelige Arbeiten anerkannt sind und zitiert werden. „Sello zeichnete sich aus durch seinen kritischen Geist, vorzügliche Quellenkenntnis und scharfe Rezensionen.“ (W. Vogel) Das aus allem hervorragende Werk war Die territoriale Entwickelung des Herzogtums Oldenburg, das 1917 in Druck ging. 1918 wurde er zum korrespondierenden Mitglied der Göttinger Akademie der Wissenschaften gewählt. Er gehörte dem Oldenburgischen Landesverein für Altertumskunde an, der auf seine Anregung hin um eine Abteilung für Landesgeschichte erweitert wurde, und war der erste Schriftleiter des Oldenburgischen Jahrbuchs (heutiger Titel), das er zusammen mit seinem Assistenten Hermann Oncken 1892 gegründet hatte. 1905 wurde er zum Geheimen Archivrat befördert. Nach Vollendung des 70. Lebensjahrs wurde Sello, der aufgrund seiner polemischen Art Kritik zu üben viele Gegner hatte, „gegen seinen erklärten Willen“ (A. Eckhardt) pensioniert. Gekränkt durch die mangelnde Anerkennung seiner Arbeit zog er sich in das Privatleben zurück und starb 1926.
Ein von Bernhard Winter 1926 gemaltes Ölporträt soll sich im Schloss Jever befinden, Sellos Nachlass im Niedersächsischen Landesarchiv in Oldenburg.

## Wertung
Mit Sellos Amtsantritt vollzog sich in der oldenburgischen Landesgeschichtsschreibung der Übergang von der von interessierten Laien betriebenen und zwangsläufig „dilettantischen“ Regionalgeschichtsschreibung hin zur professionellen Geschichtswissenschaft.
Seine Forschungen zeichneten sich durch sein enormes Wissen, gründliche Quellenkenntnis und sorgfältige wissenschaftliche Faktenzusammenstellung aus, doch besaß Sello nicht die Zeit und Kraft, durch die Reichhaltigkeit des Stoffes eine den Stand der Forschung zusammenfassende und dennoch lesbare Darstellung der Geschichte des Landes Oldenburg zu schreiben.

## Familie
Sello heiratete Maria geb. Fürbringer (1855–1915), die Tochter des Kaufmanns Julius Heinrich Fürbringer. Das Paar hatte zwei Kinder, die Tochter Ilse (* 1894) und den Sohn Wolfgang (1891–1968), der Oberstudienrat wurde.

## Werke (Auswahl)
- Die Siegel der Markgrafen von Brandenburg askanischen Stammes. In: Märkische Forschungen. XX. Band., hrsg. vom Verein für Geschichte der Mark Brandenburg, Ernst & Korn, Gropius’sche Buch- und Kunsthandlung, Berlin 1887, S. 263–300
- Potsdam und Sans-Souci. Forschungen und Quellen zur Geschichte von Burg, Stadt und Park. Schottländer, Breslau 1888; Faksimile: K. D. Becker, Potsdam 2009, ISBN 978-3-941919-01-3
- Chronica Marchionum Brandenburgensium. Nach einer Handschrift der Trierer Stadtbibliothek und den Excerpten des Pulkawa. In: Forschungen zur Brandenburgischen und Preußischen Geschichte. Band 1, Duncker & Humblot, Leipzig 1888, S. 111–180 (Digitalisat)
- Beiträge zur Geschichte des Landes Würden. Gerhard Schelling, Oldenburg 1891
- Die oldenburgische Kartographie bis zum Ende des 18. Jahrhunderts. In: Deutsche Geographische Blätter, XVIII, Bremen 1895, Herausgegeben von der geographischen Gesellschaft in Bremen durch Dr. Moritz Lindeman, S. 350–371
- Das Cisterzienserkloster Hude bei Oldenburg. Schulze, Oldenburg/Leipzig 1895 (Digitalisat); Nachdruck: Verlag Make a book, Neukirchen 2006, ISBN 3-939119-45-8
- Saterlands ältere Geschichte und Verfassung. Schulze, Oldenburg/Leipzig 1896 (Digitalisat); Nachdruck: Ostendorp, Rhauderfehn 1980
- Des David Fabricius Karte von Ostfriesland und andere Fabriciana des Oldenburger Archivs. HEr,/ Braams, Norden und Norderney 1896
- Studien zur Geschichte von Oestringen und Rüstringen. Ad. Allmers, Varel 1898 (Digitalisat der SLUB Dresden)
- Geschichtsquellen des burg- und schlossgesessenen Geschlechts von Borcke. 5 Bände. Berlin, 1901–1921 (Digitalisate in der Digitalen Bibliothek Mecklenburg-Vorpommern)
  - Bd. 1 Bis zum Ausgang des 14. Jahrhunderts. Berlin 1901
  - Bd. 2 Bis zum Ausgang des 15. Jahrhunderts. Berlin 1903
  - Bd. 3,1 Urkunden. Berlin 1907
  - Bd. 3,2 Sidonia Brocke. Vermischte Urkunden. Halle 1910
  - Bd. 4 Urkunden, Akten und Briefe des 14. – 19. Jahrhunderts. Halle 1912.
  - Bd. 5 Register. Halle 1921
- Oldenburgs Seeschiffahrt in alter und neuer Zeit. Duncker & Humblot, Leipzig 1906 (Digitalisat)
- Die territoriale Entwickelung des Herzogtums Oldenburg. Vandenhoeck & Ruprecht, Göttingen 1917; Neudruck: H. Th. Wenner, Osnabrück 2005, ISBN 3-87898-087-6
- Östringen und Rüstringen: Studien zur Geschichte von Land und Volk. Nach dem Tode des Verfassers hrsg. von seinem Sohn. A. Littmann, Oldenburg i. O. 1928 (Digitalisat)